# Fan Zhengyi
Fan Zhengyi (27 januari 2001) is een Chinees professioneel snookerspeler. 
Zijn doorbraak was in seizoen 2021–22, toen hij voor het eerst in een ranking-toernooi de kwartfinale bereikte in de German Masters 2022 en vervolgens zijn eerste ranking-titel behaalde op de European Masters 2022,  door in de finale met 10-9 te winnen van op dat moment zesvoudig wereldkampioen Ronnie O'Sullivan. Hij werd de vijfde Chinese snookerspeler die een ranking-titel behaalde, na Ding Junhui, Liang Wenbo, Yan Bingtao, and Zhao Xintong.

## Belangrijkste resultaten

### Rankingtitels
| #  | Seizoen     | Toernooi         | Verliezend finalist | Score |
| -- | ----------- | ---------------- | ------------------- | ----- |
| 1. | 2021 / 2022 | European Masters | Ronnie O'Sullivan   | 10-9  |

### Wereldkampioenschap
Hoofdtoernooi (laatste 32 of beter):
| #  | Seizoen     | Editie  | Prestatie  | Extra                           |
| -- | ----------- | ------- | ---------- | ------------------------------- |
| 1. | 2022 / 2023 | WK 2023 | Laatste 32 | Verloor met 10-5 van Mark Allen |
| 2. | 2024 / 2025 | WK 2025 | Laatste 32 | Verloor met 10-6 van Mark Allen |